# Shōshinkai
Die Shōshinkai (jap. 正信会: dt. „Gesellschaft des korrekten Glaubens“) ist eine Gruppierung von Laiengläubigen und ca. 200 Priestern der Nichiren-Shōshū, die im Juli 1980 gegründet wurde. Voraus gingen bereits in den 1970er Jahren ernste Differenzen zwischen der Sōka Gakkai und dem damaligen Hohenpriester der Nichiren-Shōshū Nittasu Hosoi. Neben Fragen zur Auslegung der Lehre der Nichiren-Shōshū gab es auch rechtliche Streitigkeiten in Hinsicht auf die neu errichtete Haupthalle des Taiseki-ji, den sog. Shōhondō. Im weiteren Verlauf  führten diese Auseinandersetzungen bereits zum Ausschluss der Myōshinkō (später in Kenshōkai umbenannt).
Hauptgründe für die Entstehung der Shōshinkai waren zum einen die Nichtanerkennung des damals neuen Hohenpriesters Nikken als Nachfolger Nittatsus, zum anderen kritisierte die Gruppierung den ihrer Meinung nach zu großen Einfluss der Sōka Gakkai auf die Geschicke der Nichiren-Shōshū. Im Zuge des Ausschlusses der Sōka Gakkai durch die Nichiren-Shōshū entfiel auch einer ihrer ursprünglichen Entstehungsgründe.
Die Shōshinkai gründete eine Forschungseinrichtung, die Kofu Danjo (jap. 興風談所), deren Forschungsergebnisse auch bei anderen Schulen des Nichiren-Buddhismus auf Anerkennung stießen.